# Washburn (Missouri)
Washburn és una població dels Estats Units a l'estat de Missouri. Segons el cens del 2000 tenia 448 habitants.

## Demografia
Segons el cens del 2000, Washburn tenia 448 habitants, 175 habitatges, i 121 famílies. La densitat de població era de 205,9 habitants per km².
Dels 175 habitatges en un 38,3% hi vivien nens de menys de 18 anys, en un 49,1% hi vivien parelles casades, en un 16% dones solteres, i en un 30,3% no eren unitats familiars. En el 26,9% dels habitatges hi vivien persones soles el 14,3% de les quals corresponia a persones de 65 anys o més que vivien soles. El nombre mitjà de persones vivint en cada habitatge era de 2,56 i el nombre mitjà de persones que vivien en cada família era de 3,01.
Per edats la població es repartia de la següent manera: un 29% tenia menys de 18 anys, un 10,3% entre 18 i 24, un 29,7% entre 25 i 44, un 17,4% de 45 a 60 i un 13,6% 65 anys o més.
L'edat mediana era de 33 anys. Per cada 100 dones de 18 o més anys hi havia 78,7 homes.
La renda mediana per habitatge era de 27.417 $ i la renda mediana per família de 29.792 $. Els homes tenien una renda mediana de 22.917 $ mentre que les dones 20.167 $. La renda per capita de la població era de 12.401 $. Entorn del 10,4% de les famílies i el 13,7% de la població estaven per davall del llindar de pobresa.

## Poblacions més properes
El següent diagrama mostra les poblacions més properes.